# Przecław (powiat szamotulski)
Przecław (pol. hist. Przecławie) – wieś w Polsce położona w województwie wielkopolskim, w powiecie szamotulskim, w gminie Szamotuły.

## Historia
Miejscowość pierwotnie była związana z Wielkopolską. Istnieje co najmniej od drugiej połowy XIV wieku i ma średniowieczną metrykę. Dawniej nazywała się Przecławie. Po raz pierwszy w źródłach historycznych odnotowana została w łacińskim dokumencie z 1384 gdzie zapisano ją pod nazwą "Przeczslawicze", 1388 "Przeczslave", 1389 "na Przetslawy, Przeczlave", 1391 "Preczslawo", 1391 "Przeczlaue", 1396 "Przetslaue", 1432 "Przeczslaw", 1435 "Przeczsławye", 1496 "Przeczlawye", 1508 "Przedslawye Maior", 1511 "Przedslawicze", 1563 "Przeczlawie".
Wieś była własnością szlachecką należącą do wielkopolskiej szlachty z rodu Przecławskich, którzy od nazwy wsi przyjęli odmiejscowe nazwisko. W pobliżu Przecława leży wieś Przecławek. Obie wsie stanowiły pierwotnie jedną osadę, podzieloną następnie w wyniku transakcji majątkowych lub podziałów spadkowych. Pierwszymi znanymi osobami posiadającymi własność w Przecławiu i Przecławku byli żyjący na przełomie XIV i XV wieku należący do rodu Grzymałów Jarosław z Mroczkowa oraz pochodzący prawdopodobnie z rodu Nałęczów Tomisław. W 1429 jako właściciel w obu wsiach wspomniany został niejaki Andrzej, a następnie przedstawiciel rodu Czaszów Stanisław syn Mroczka z Rokitnicy, który przyjął następnie od wsi nazwisko Przecławski. Rodzina Przecławskich należała do rodu Glaubiczów i jak uważają historycy spokrewniona była ze Stanisławem. Utrzymała się w posiadaniu Przecławka aż do końca XVI wieku. Losy Przecława były odmienne, w XV wieku często zmieniali się właściciele wsi. W drugiej połowie XV wieku Przecław był własnością rodziny Świdwów Szamotulskich herbu Nałęcz, a następnie Górków herbu Łodzia. W drugiej połowie XVI wieku część wsi posiadał Janusz Przecławski syn Jana Przecławskiego z Przecławka wicewojewody i burgrabii poznańskiego. Może to wskazywać, że Przecław był wcześniej dzierżawiony przez rodzinę Przecławskich od Szamotulskich, a następnie Górków. W 1567 dobra te zakupił Jan Przecławski z Przecławka.
W 1508 miejscowość leżała w powiecie poznańskim województwa poznańskiego w Koronie Królestwa Polskiego. W 1510 odnotowana została w parafii Żydowo.
W latach 1384-1407 dziedzicem we wsi był, brat cioteczny Tomisława, Jaracz lub Jarosław z Mroczkowa (obecnie to wieś Mroczki koło Środy). Z nim związany jest pierwszy zachowany zapis o wsi z 1384, z czasu zamieszek jakie wybuchły w Polsce po zgonie króla polskiego Ludwika Węgierskiego. Wówczas to kasztelan nakielski Sędziwój Świdwa z Szamotuł napadł ze swego fortalicjum pod Gałowem na folwark zwany Przecław należący do Jaracza z Mroczkowa, zabijając broniącego się Janusza wójta z Obornik i rabując mienie obecnych tam żon oraz gości Jaracza.
W latach 1388-1390 Jarosław z Mroczkowa odnotowany został w zapisach sądowych kiedy toczył spór sądowy o 20 grzywien z Maciejem mieszczaninem z Obornik. W 1388 sędziowie zawiesili kary przeciw pani dziedziczce z Przecława, które nałożono na jej siostrzeńca Tomasza w sporze z Jarosławem z Mroczkowa. W 1389 Jaracz oskarżony został o wyrąbanie gaju Jarosławowi Mroczkowskiemu. W 1389 toczył on proces z Wincentym z Trzcielina o trzy grzywny. W 1391 Tomisław oraz Jarosław bracia cioteczni z Przecława toczyli spór sądowy z Józefem synem Wydzierza z Dębna Małego koło Stęszewa o połowę Dębna Małego, którą Wydzierz zakupił od kasztelana międzyrzeckiego Przedpełka ze Stęszewa.
W 1429 odnotowany został Andrzej z Przecława i z Przecławka, w latach 1420-1429 burgrabia szamotulski, pełnomocnik podkomorzego kaliskiego Dobrogosta z Szamotuł. W latach 1432-1459 Stanisław Przecławski alias Wargowski herbu Czasza, syn Mroczka z Rokitnicy. W 1436 wydzierżawił trzem kmieciom role w Napachaniu. W 1437 zastąpił w sądzie Helszkę wdowę po Chwalibogu z Chyb oraz jej synów Mikołaja, Filipa, Jana oraz innych ze Skórzewa w sporze z Drogosławem plebanem w Skórzewie. W 1434 dziedzicem w Przecławiu i Przetocznie (obecnie Przytoczna) był Jan. W 1435 brat Jana Marcin Zajączkowski z Przetoczna i z Przecława toczył spór z Andrzejem Piotrowskim z Piotrowa koło Poznania, w parafii Głuszyna, o połowę Przecława.
W 1432 Stanisław z Przecławia opatrzył swoją pieczęcią z herbem Czasza akt, w którym panowie i miasta województwa poznańskiego zobowiązują się, że po śmierci króla polskiego Władysława II Jagiełły obiorą królem jednego z jego synów.
W latach 1474-1475 odnotowany został Sędziwój Żydowski z Żydowa i z Przecława. W 1474 król polski Kazimierz IV Jagiellończyk nadał Janowi Białemu ze Sroczkowa w województwie sandomierskim, prawo do dóbr Żydowo, Głuchowo, Orle Wielkie, Przecław i części w Nojewie Sędziwoja z Żydowa, który nie dopełnił obowiązku udziału w odwetowej wyprawie wojennej na Śląsk i Węgry przeciwko wojskom Macieja Korwina. W 1475 Jan Biały pozwał Sędziwoja Żydowskiego z Żydowa, Przecława, Orla Wielkiego i Głuchowa o wymienione dobra. W 1483 wspomniany jako zmarły. Jego siostra Anna, żona opatrznego Piotra z Sandomierza, sprzedała Janowi z Oleśnicy w województwie sandomierskim całe części wsi Żydowo, Głuchowo, Orle Wielkie i Przecław oraz swój plac w obrębie murów miasta Poznania naprzeciwko kościoła św. Dominika, spadek po bracie, a w zamian otrzymała wsie Ujazdek i Łopatno w powiecie sandomierskim oraz dopłatę 2200 złotych.
1483 Jan z Oleśnicy. W 1496 kasztelan kaliski Andrzej z Szamotuł dał swojej córce Katarzynie do czasu jej zamążpójścia połowę Szamotuł z przyległymi wsiami, a w tym m.in. Przecław. Po zamążpójściu Katarzyna miała otrzymać 2000 grzywien, a wspomniane dobra miały wrócić do Andrzeja. W 1496-1511 Katarzyna córka wojewody poznańskiego Andrzeja z Szamotuł. W 1511 dała ona mężowi Łukaszowi z Górki kasztelanowi poznańskiemu oraz staroście generalnemu wielkopolskiemu połowę miasta Szamotuły wraz z wsiami, a w tym m.in. Przecław. W 1512 król polski Zygmunt I Stary zezwolił Łukaszowi Górce, aby zapisał żonie Katarzynie z Szamotuł dożywocie na dobrach królewskich i własnych, m.in. na Przecławiu.
W latach 1525-1595 właścicielem we wsi był Jan, Janusz Przecławski, syn Jana, brat Andrzeja i Piotra. W 1546 zapisał swojej żonie Barbarze córce Wojciecha Rozwarowskiego po 1300 złotych posagu i wiana na połowach wsi Knyszyn i Drogocin. W 1553 zapisał dzieciom swoim oraz zmarłej Barbary Rozwarowskiej, Andrzejowi, Annie i Katarzynie 1300 złotych. W 1553 zapisał drugiej żonie Annie, córce Jakuba Sadowskiego, po 700 złotych posagu i wiana na połowach Knyszyna, Drogocina i królewskich Łagiewnik koło Poznania. W 1567 zakupił on od wojewody poznańskiego Łukasza III Górki wsie Żydowo, Przecław, Krzyszkowo oraz Brzeźno w powiecie poznańskim za 40000 złotych. W 1567 Janusz Przecławski oraz jego syn Stanisław posiadali także wieś Napachanie. W 1571 Janusz zapisał swojej żonie Annie Sadowskiej dożywocie na wsiach Żydowo, Przecław i Krzyszkowo, a Annie Zielątkowskiej przyszłej żonie swego syna Andrzeja Przecławskiego zapisał po 4750 złotych posagu oraz wiana na wsi Napachanie. W 1595 Jan Przecławski zmarł i został pochowany w kościele parafialnym w Chojnicy. Majątek po Januszu Przecławskim w tym wieś Przecław odziedziczyły jego dzieci Anna oraz Stanisław.
Miejscowość odnotowały także historyczne rejestry podatkowe dzięki, którym znamy stosunki własnościowe we wsi. W 1508 miał miejsce pobór podatków od 7 łanów. W 1510 w Przecławiu odnotowano 9 łanów osiadłych. W 1563 pobrano podatki od 12 łanów oraz karczmy dorocznej. W 1577 pobór zapłacił Janusz Przecławski. W 1580 Janusz Przecławski zapłacił pobór od 12 łanów i 1/4 łanów karczmarskich.
Wskutek II rozbioru Polski w 1793, miejscowość przeszła pod władanie Prus i jak cała Wielkopolska znalazła się w zaborze pruskim.
W latach 1975–1998 miejscowość należała administracyjnie do województwa poznańskiego.

## Transport publiczny

### Autobus
Do Przecławia docierają wybrane kursy linii autobusowych na zlecenie Zarządu Transportu Miejskiego w Poznaniu, obsługiwanych przez Rokbus Rokietnica:
- 834 Ogrody ↔ Żydowo/Pętla ↔ Przecław/Pętla
- 893 Rokietnica/Stacja ↔ Żydowo/Pętla ↔ Przecław/Pętla

### Kolej
Najbliższy przystanek kolejowy znajduje się w sąsiadującym Pamiątkowie, w ciągu linii kolejowej nr 351 łączącej Poznań ze Szczecinem.